# Chitagá (ort)
Chitagá är en ort i Colombia.   Den ligger i departementet Norte de Santander, i den centrala delen av landet, 300 km nordost om huvudstaden Bogotá. Chitagá ligger 2 352 meter över havet och antalet invånare är 3 871.
Terrängen runt Chitagá är bergig åt nordväst, men åt sydost är den kuperad. Chitagá ligger nere i en dal. Runt Chitagá är det glesbefolkat, med 11 invånare per kvadratkilometer. Chitagá är det största samhället i trakten. Trakten runt Chitagá består i huvudsak av gräsmarker.